# 210 Ізабелла
210 Ізабелла (210 Isabella) — астероїд головного поясу, відкритий 12 листопада 1879 року Йоганном Палізою у Пулі.